# Before the Bleeding Sun
Albums de Eternal Tears of Sorrow
A Virgin and a Whore
(2001) Children of the Dark Waters
(2009)
Before the Bleeding Sun est le cinquième album studio du groupe de death metal mélodique finlandais Eternal Tears of Sorrow. L'album est sorti le 21 avril 2006 sous le label Spinefarm Records.
Cet album possède beaucoup de sonorités de Metal symphonique. Il a d'ailleurs remporté un certain succès dans la scène Death metal et Metal symphonique.
De nombreux musiciens de session ont participé à l'élaboration de cet album, ce sont tous des vocalistes. Les chanteurs Jarmo Kylmänen, Miriam Elisabeth "Sfinx", Marco Renvåg et Tony Kakko ont participé pour les parties vocales de l'album.

## Musiciens
- Altti Veteläinen − Chant, Basse
- Jarmo Puolakanaho − Guitare
- Risto Ruuth − Guitare
- Janne Tolsa − Claviers
- Petri Sankala − Batterie

### Musiciens de session
- Jarmo Kylmänen − Chant clair sur les titres 3, 5, 6 et 9
- Miriam Elisabeth "Sfinx" Renvåg − Chant féminin sur les titres 5, 6 et 9
- Marco Hietala − Chant sur les titres 3, 5, 6 et 9
- Tony Kakko − Chant sur les titres 3 et 9

## Liste des morceaux
1. Sweet Lilith of My Dreams – 4:51
2. Another Me – 3:52
3. Red Dawn Rising – 5:06
4. Upon the Moors – 4:48
5. Sakura No Rei – 2:12
6. Sinister Rain – 5:41
7. Lost Rune of Thunder – 4:03
8. Tar Still Flows – 3:55
9. Angelheart, Ravenheart – 8:40